# 火男火売神社

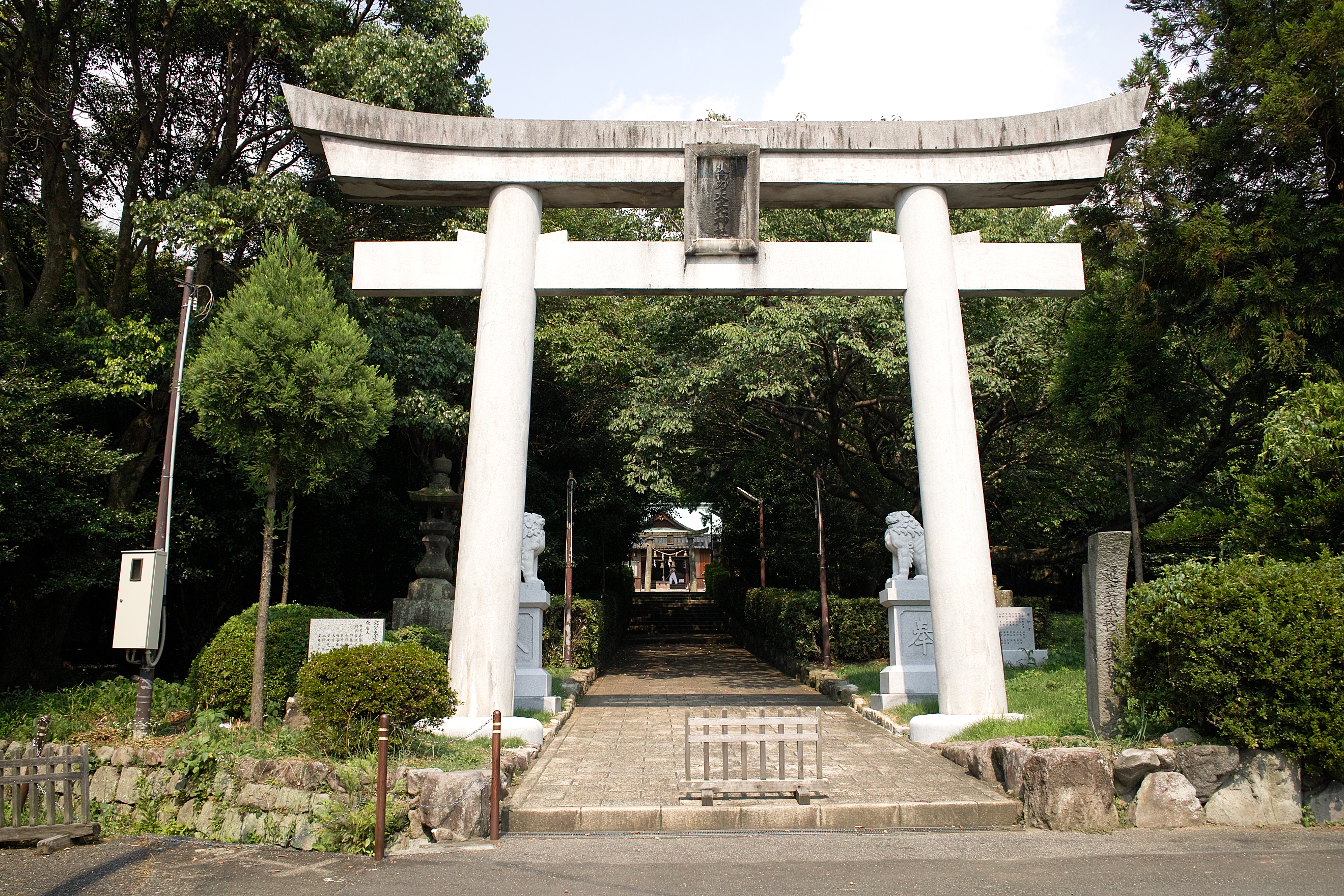
鳥居

火男火売神社（ほのおほのめじんじゃ、火男火賣神社）は、大分県別府市にある神社。式内社で、旧社格は県社。
別府市鶴見岳山頂の上宮（奥宮）、中腹（東山）の中宮（御嶽権現<おたけごんげん>）、山麓（火売）の下宮（里宮、鶴見権現）の3宮から成る。

## 祭神
- 上宮：火之加具土命（ほのかぐつちのみこと）、火焼速女命（ひやきはやめのみこと）
- 中宮：火之加具土命、火焼速女命
- 下宮：伊弉諾命、伊弉册命、火之加具土神、大山祇神

## 歴史

### 創建
社伝では、771年（宝亀2年）の創祀という。
祭神で社名の由来ともなっている火之加具土命、火焼速女命は、神体山である鶴見岳の2つの山頂を男女二柱の神に神格化したものと考えられる。古代より豊後国速見郡の鶴見岳山麓に温泉があることは広く知られていたが、鶴見岳の活発な噴火活動で荒地や沼地になっており、整備されていなかった。『豊後国風土記』や『万葉集』には、現在の柴石温泉の血の池地獄にあたる「赤湯の泉」や、鉄輪温泉の地獄地帯にあたる「玖倍理（くべり）湯の井」等についての記載がある。また『伊予国風土記』逸文には、大国主命が火男火売神社の御神体である鶴見山麓から湧く「速見の湯」を海底に管を通して道後温泉へと導き、少彦名命の病を癒したという神話が記載されている。

### 概史
『日本三代実録』によると、867年（貞観9年）1月20日に鶴見岳が噴火した際、朝廷から豊後国司への命で当社の神前で大般若経が読まれたという。
927年（延長5年）成立の『延喜式』神名帳では豊後国速見郡に「火男火売神社二座」と記載され、速見郡では宇奈岐日女神社とともに式内社に列している。
1276年（建治2年）には、九州各地を勧進していた一遍が別府に立ち寄り、鶴見権現の導きにより「玖倍理湯の井」を鎮めて鉄輪温泉の石風呂（現在の鉄輪むし湯）を開いたとされ、別府八湯の守り神として信仰を集めている。
天正年間、大友宗麟によって社殿が焼かれ、古文書なども焼失したが、1664年（寛文4年）久留島道清が下宮を再建した。下宮周辺の鶴見村は森藩の飛び地となっており明礬温泉で生産される明礬（湯の花）は藩の重要な財源であった。

### 神階
- 嘉祥2年（849年）6月1日、火男火咩神を従五位下 （『続日本後紀』）[原 3]
- 貞観9年（867年）2月26日、従五位上火男神、従五位下火売神の記載 （『日本三代実録』）[原 1]
- 貞観9年（867年）8月16日、従五位上火男神、従五位上火咩神をともに正五位下 （『日本三代実録』）[原 4]

## 文化財

### 大分県指定有形文化財
- 御嶽権現社宝塔 - 中宮に所在。昭和50年3月28日指定[1]。

### 大分県指定天然記念物
- 鶴見権現社のイチイガシ林 - 下宮に所在。昭和50年3月28日指定[1]。
- 御嶽権現社の自然林 - 中宮に所在。昭和50年3月28日指定[1]。

なお、火男火売神社の森（別府市鶴見）は1974年（昭和49年）3月15日に特別保護樹林に指定されている。

## 現地情報
所在地
- 上宮：大分県別府市東山 - 鶴見岳山頂。
- 中宮：大分県別府市東山一区 - 鶴見岳中腹。
- 下宮：大分県別府市火売8-1 - 鶴見岳山麓。

## 関連文献
- 安部作男「火男火売神社の事 : 別府温泉の守り神」（CiNii）